# Marcipa rotundiplaga
Marcipa rotundiplaga är en fjärilsart som beskrevs av M.Gaede 1939. Marcipa rotundiplaga ingår i släktet Marcipa och familjen nattflyn. Inga underarter finns listade i Catalogue of Life.